# Helius (Eurhamphidia) mirus
Helius (Eurhamphidia) mirus is een tweevleugelige uit de familie steltmuggen (Limoniidae). De soort komt voor in het Oriëntaals gebied.